# MTV Video Music Awards
Premiile MTV Video Music Awards (abreviate VMAs) au fost oferite prima dată în 1984 de MTV pentru a celebra cele mai bune videoclipuri ale anului. La început au fost gândite ca alternative la premiile Grammy, însă de-a lungul timpului au devenit premii respectabile, mai ales în cultura pop. Sunt organizate anual, și transmise live pe MTV. Printre orașele gazdă de până acum se numără New York City, Newark, Miami și Los Angeles.
Câștigătorii sunt prezentați cu statuia Omul de pe Lună, realizată de compania americană din New-York, Society Awards.

## Categorii

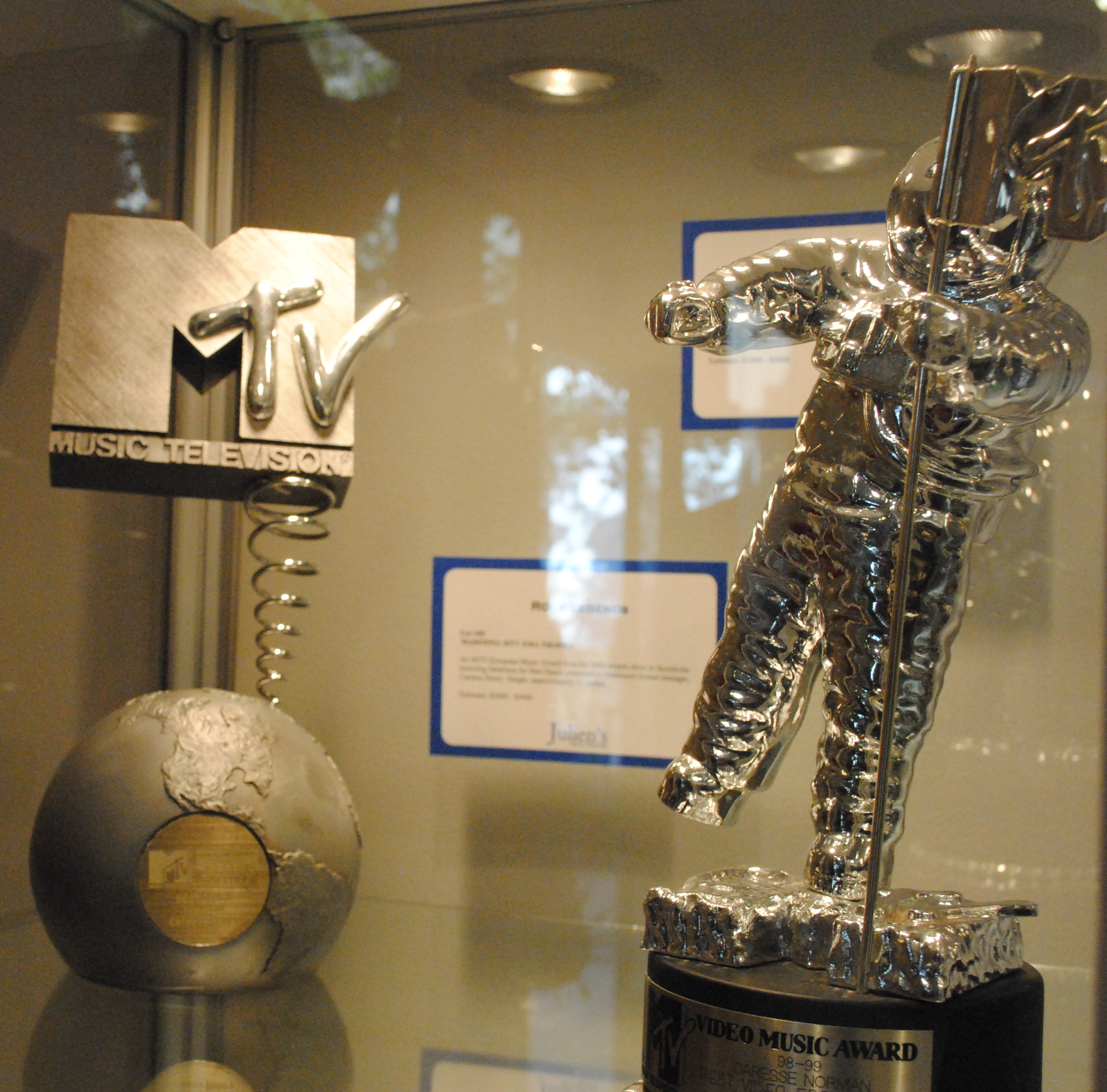
Premiul VMA, neoficial denumit Omul de pe Lună.

| Video of the Year (prezentat de Burger King) | Song of the Year                         |
| Artist of the Year                           | Best New Artist (prezentat de EXTRA Gum) |
| Push Performance of The Year                 | Best Collaboration                       |
| Best Pop                                     | Best Hip Hop                             |
| Best R&B                                     | Best K-Pop                               |
| Best Latin                                   | Best Rock                                |
| Best Alternative                             | Video for Good                           |
| Group of the Year                            | Song of Summer                           |
| Album of the Year                            | Best Metaverse Performance               |
| Best Longform Video                          | Best Direction                           |
| Best Art Direction                           | Best Choreography                        |
| Best Cinematography                          | Best Editing                             |
| Best Visual Effects                          | Best Visual Effects                      |
| Michael Jackson Video Vanguard Award         | Michael Jackson Video Vanguard Award     |
| Global Icon Award                            | Global Icon Award                        |
| -------------------------------------------- | ---------------------------------------- |

## Recorduri

### Cei mai premiați artiști

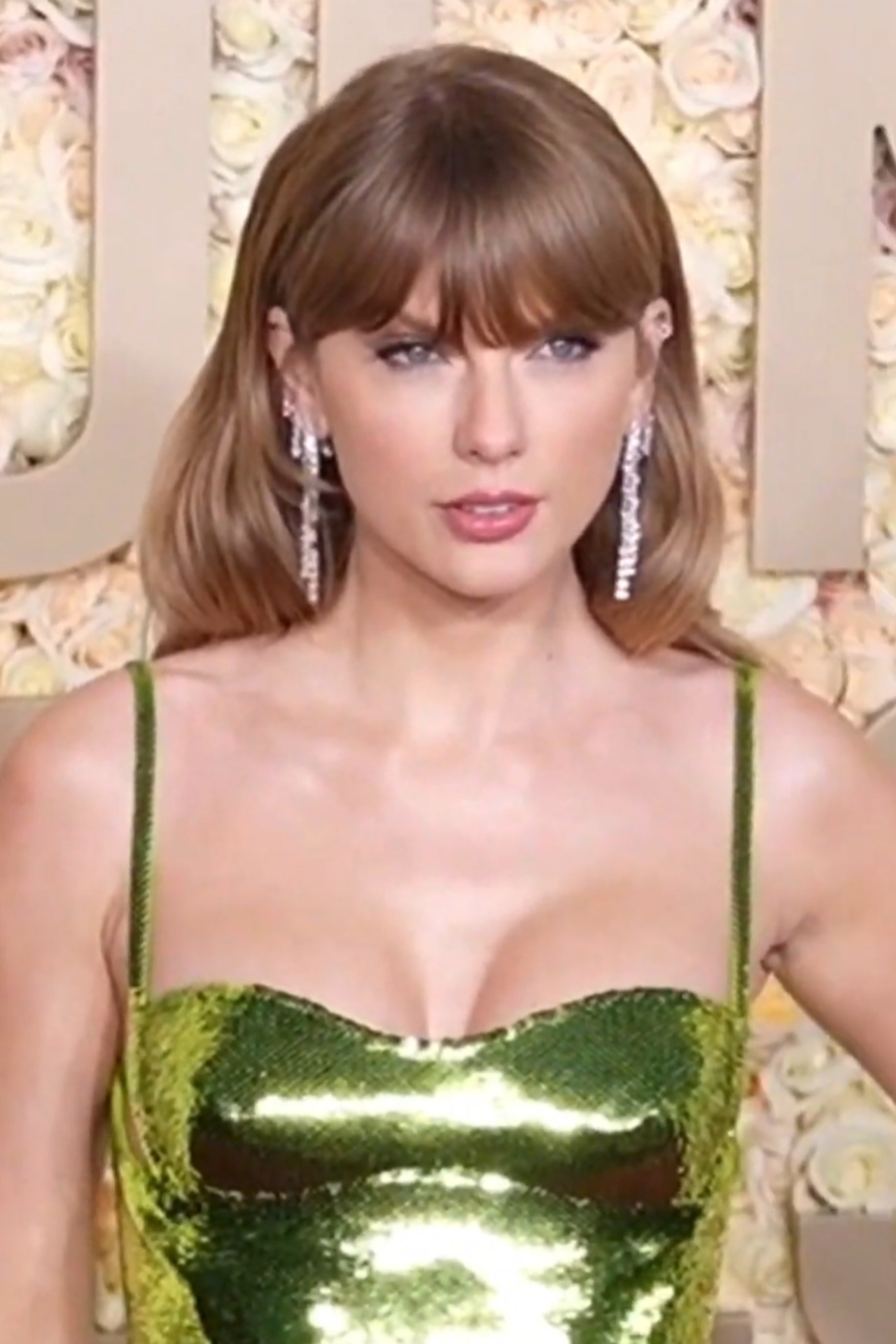
Taylor Swift este cel mai premiat artist din istoria VMAs (30 de trofee).

| Artist            | Ani       | Număr de premii | Cântece/Videoclipuri premiate |
| ----------------- | --------- | --------------- | --- |
| Taylor Swift      | 2009–2024 | 30              | "You Belong with Me" (1); "I Knew You Were Trouble" (1); "Blank Space" (2); "Bad Blood" (2); "I Don't Wanna Live Forever" (1); "You Need to Calm Down" (2); "Me!" (1); The Man (1); All Too Well: The Short Film (3); Anti-Hero (6); Artist of the Year (2); The Eras Tour (1); Midnights (1); "Fortnight" (5); Best Pop                             |
| Beyoncé           | 2000–2021 | 27              | "Crazy in Love" (3); "Naughty Girl" (1); "Check on It" (1); "Beautiful Liar" (1); "Single Ladies (Put a Ring on It)" (3); "Run the World (Girls)" (1); "Countdown"(1); Michael Jackson Video Vanguard Award; "Pretty Hurts" (2); "Drunk in Love" (1); "7/11" (1); "Hold Up" (1); Lemonade (1); "Formation" (6); "Apeshit" (2); "Brown Skin Girl" (1) |
| Madonna           | 1986–1999 | 20              | Video Vanguard Award; "Papa Don't Preach" (1); "Express Yourself" (3); "Like a Prayer" (1); "Vogue" (3); The Immaculate Collection (1); "Rain" (2); "Take a Bow" (1); "Ray of Light" (5); "Frozen" (1); "Beautiful Stranger" (1) |
| Lady Gaga         | 2009–2020 | 18              | "Paparazzi" (2); "Poker Face" (1); "Bad Romance" (7); "Telephone" (1); "Born This Way" (2); "Rain on Me" (3); Tricon Award; Artist of the Year |
| Eminem            | 1999-2024 | 15              | "My Name Is" (1); "Forgot About Dre" (1) "The Real Slim Shady" (2); "Without Me" (4); "Lose Yourself" (1); "We Made You" (1); "Not Afraid" (2); "Rap God" (1); "Houdini" (2) |
| Peter Gabriel     | 1987–1994 | 13              | "Sledgehammer" (9); Video Vanguard Award; "Steam" (2); "Kiss That Frog" (1) |
| R.E.M.            | 1989–1995 | 12              | "Orange Crush" (1); "Losing My Religion" (6); "Everybody Hurts" (4); Michael Jackson Video Vanguard Award |
| Justin Timberlake | 2003–2013 | 11              | "Cry Me a River" (2); "Rock Your Body" (1); "What Goes Around... Comes Around" (1); "Let Me Talk to You/My Love" (1); Male Artist of the Year; Quadruple Threat of the Year; Michael Jackson Video Vanguard Award; "Suit & Tie" (1); "Mirrors" (2)                                                                                                   |
| Green Day         | 1998–2009 | 11              | "Good Riddance (Time of Your Life)" (1); "Boulevard of Broken Dreams" (6); "American Idiot" (1); "21 Guns" (3) |
| Aerosmith         | 1990–1998 | 10              | "Janie's Got a Gun" (2); "The Other Side" (1); "Livin' on the Edge" (1); "Cryin'" (3); "Falling in Love (Is Hard on the Knees)" (1); "Pink" (1); "I Don't Want to Miss a Thing" (1) |
| Ariana Grande     | 2014–2024 | 10              | "Problem" (1); "No Tears Left to Cry" (1); "7 Rings" (1); Artist of the Year (1); "Boyfriend" (1); "Rain On Me" (3); "Stuck With U" (1); "We Can't Be Friends (Wait for Your Love)" (1) |
| BTS               | 2019–2022 | 10              | "Boy with Luv" (1); Best Group (4); "On" (3); "Butter" (2) |

## Legături externe
- Site web oficial